# Cerberilla moebii
Cerberilla moebii (Bergh, 1888)  è un mollusco nudibranchio della famiglia Aeolidiidae.